# Castello (Venecia)

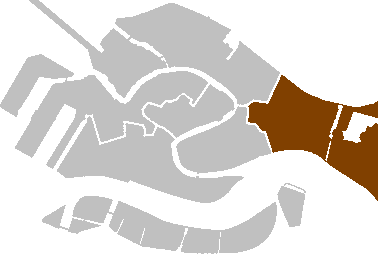
Sestiere de Castello en Venecia.

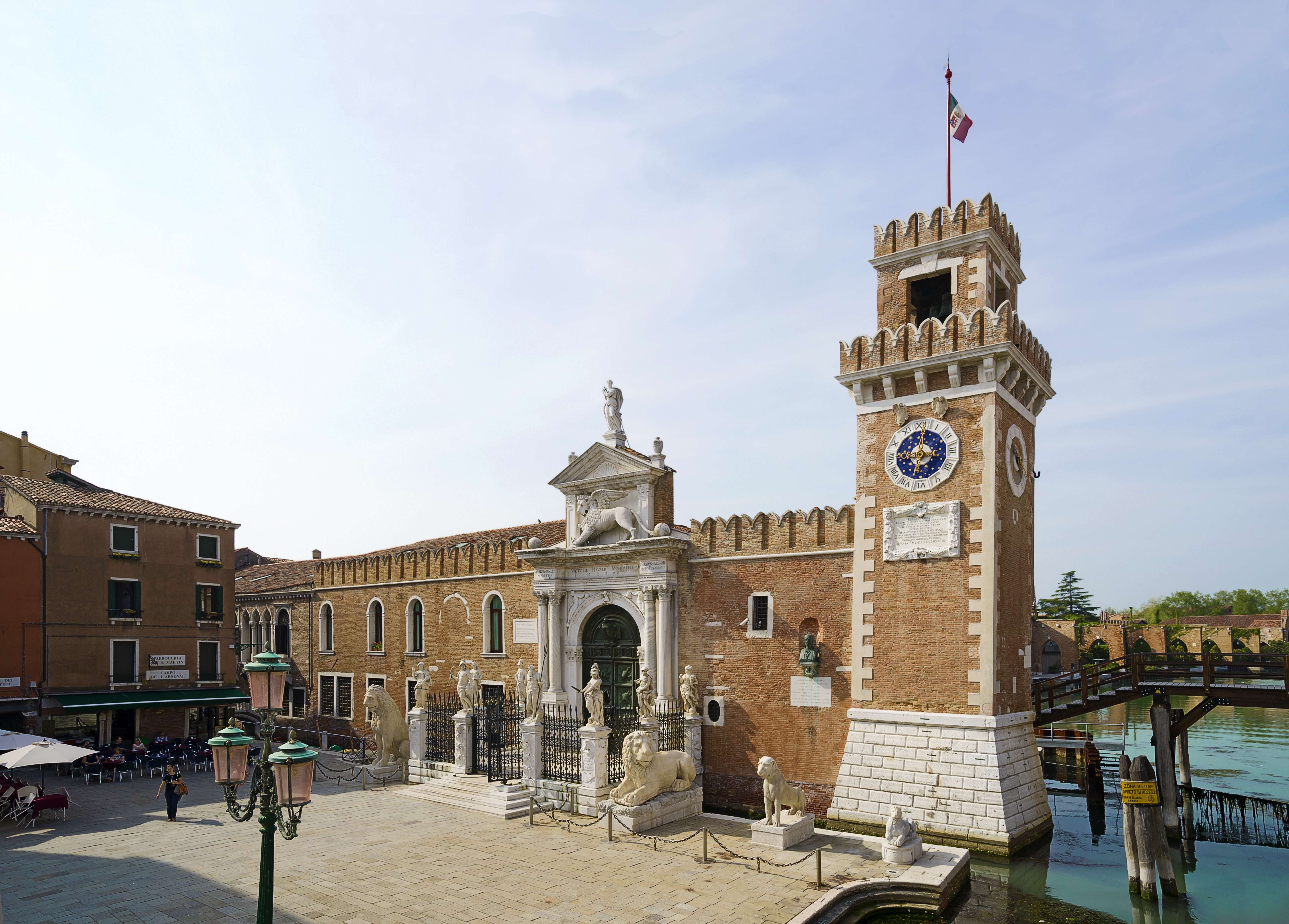
Campo de l'Arsenal

Castello es el mayor de los seis sestieri de Venecia. El distrito creció a partir del siglo XIII alrededor del Arsenal de Venecia en lo que originariamente era la isla Gemini, aunque habían existido pequeños establecimientos de las islas de San Pietro di Castello (de la que recibe su nombre el sestiere), también llamada Isla d'Olivolo, desde al menos el siglo VIII.
El distrito se dividió entre el Arsenale, por entonces el complejo naval mayor de Europa, y los monasterios en la parte septentrional del barrio.  Más tarde fue alterado por Napoleón Bonaparte, quien planeó lo que hoy son los Jardines de la Bienal, y aún más recientemente se ha creado la isla de Sant'Elena, y tierra desecada en otros extremos del barrio.
Otras atracciones de Castello incluyen la Scuola di San Marco, la Basílica de San Juan y San Pablo, la Scuola de San Giorgio degli Schiavoni, la iglesia de San Giorgio dei Greci, el Campo Santa Maria Formosa, la Iglesia de La Pietà y la Iglesia de San Zacarías.